# Agua Fría Copala
Agua Fría Copala är en ort i Mexiko.   Den ligger i kommunen Santiago Juxtlahuaca och delstaten Oaxaca, i den sydöstra delen av landet, 270 km söder om huvudstaden Mexico City. Agua Fría Copala ligger 1 798 meter över havet och antalet invånare är 261.
Terrängen runt Agua Fría Copala är kuperad österut, men västerut är den bergig. Runt Agua Fría Copala är det ganska glesbefolkat, med 32 invånare per kvadratkilometer. Närmaste större samhälle är Santiago Juxtlahuaca, 13,5 km norr om Agua Fría Copala. I omgivningarna runt Agua Fría Copala växer i huvudsak städsegrön lövskog.